# Saint-Sauveur-de-Cruzières
Saint-Sauveur-de-Cruzières ist eine französische Gemeinde mit 566 Einwohnern (Stand 1. Januar 2022) im Département Ardèche (07) in der Region Auvergne-Rhône-Alpes. Sie gehört zum Arrondissement Largentière und zum Kanton Les Cévennes Ardéchoises.

## Geografie
Saint-Sauveur-de-Cruzières ist die südlichste Gemeinde des Départements Ardèche. Sie liegt im Tal des Flusses Claysse, rund 60 km nordwestlich von Orange.

## Sehenswürdigkeiten
- Die Burg Saint-Sauveur-de-Cruzières: eine mittelalterliche Burg, die auf einem Hügel über dem Dorf thront. Sie wurde in der Vergangenheit fast vollständig zerstört, in jüngster Zeit aber wieder aufgebaut. Sie ist nicht öffentlich zugänglich.

- Die Kapelle St. Privas, von der aus ein eindrücklicher Blick auf das Dorf möglich ist.

## Bevölkerung
| Jahr                       | 1962 | 1968 | 1975 | 1982 | 1990 | 1999 | 2006 | 2017 |
| -------------------------- | ---- | ---- | ---- | ---- | ---- | ---- | ---- | ---- |
| Einwohner                  | 398  | 431  | 389  | 409  | 441  | 501  | 519  | 531  |
| Quellen: Cassini und INSEE |      |      |      |      |      |      |      |      |